# Saturn V
Il Saturn V è un razzo multistadio a propellente liquido, non riutilizzabile, usato dalla NASA nei programmi Apollo e Skylab. È il modello fisicamente più grande mai prodotto della famiglia di razzi Saturn sviluppata sotto la direzione di Wernher von Braun e di Arthur Rudolph al Marshall Space Flight Center.
Un totale di 13 Saturn V furono lanciati tra il 1967 e il 1973 e tutti i lanci si conclusero con successo. Il carico principale per cui questi razzi furono utilizzati fu la serie di missioni Apollo che permisero a 12 astronauti di atterrare sulla Luna; è stato l'unico mezzo in grado di portare l'uomo su un altro corpo celeste.
Tutti i Saturn V furono lanciati dal Launch Complex 39, appositamente costruito al John F. Kennedy Space Center. Il controllo della missione veniva trasferito al Johnson Space Center di Houston (Texas) non appena il razzo lasciava la rampa di lancio.

## Contesto storico
Nei primi anni sessanta l'Unione Sovietica raggiunse diversi traguardi nel settore spaziale prima degli Stati Uniti: su tutti il lancio del primo satellite artificiale Sputnik 1 nel 1957 e il primo volo umano nello spazio con Jurij Gagarin nel 1961. Il traguardo successivo, che avrebbe permesso a chi lo avesse raggiunto di essere visto dal resto del mondo come leader del settore spaziale, era il raggiungimento della Luna da parte di un uomo. Saturn V fu il razzo con cui gli Stati Uniti decisero di lanciare la corsa allo spazio.
Il 25 maggio 1961, il presidente John F. Kennedy annunciò a una sessione speciale del Congresso che gli Stati Uniti si sarebbero impegnati nell'obiettivo di mandare un uomo sulla Luna prima della fine del decennio.

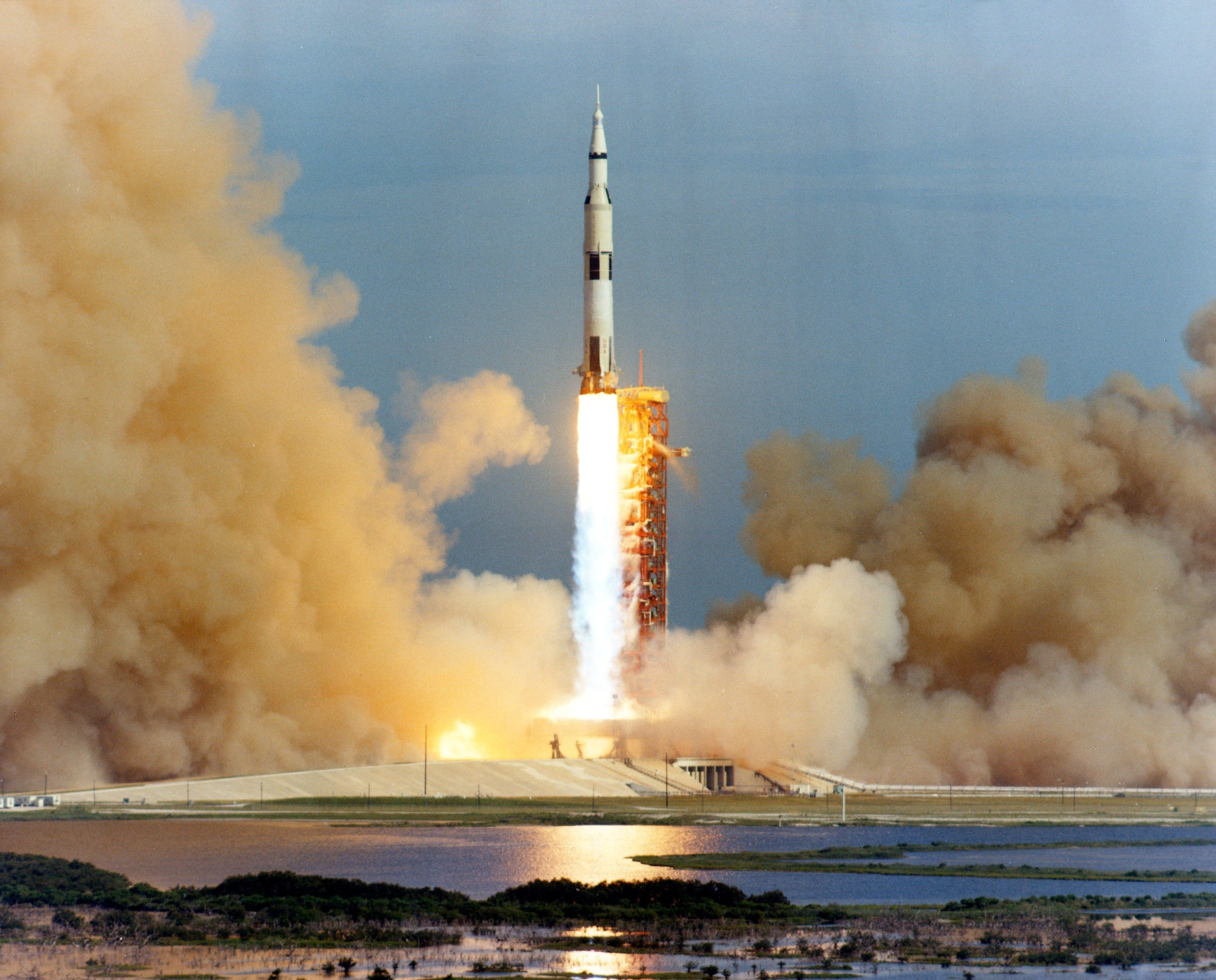
Saturn V porta in orbita la missione Apollo 15

A quel tempo, l'unica esperienza degli Stati Uniti nel volo spaziale umano era rappresentata dal volo suborbitale di Alan Shepard nella missione Mercury 7. Nessun razzo posseduto dagli statunitensi era in grado di inviare una navicella sulla Luna. Il razzo Saturn I era ancora in fase di sviluppo e non era mai decollato ed inoltre con le sue piccole dimensioni sarebbero occorsi diversi lanci per mettere in orbita tutte le componenti di un modulo lunare.
All'inizio del progetto, la NASA studiò tre differenti architetture per delle missioni lunari: il rendezvous in orbita terrestre (Earth Orbit Rendezvous o EOR) costituito da una serie di razzi piccoli con un carico parziale da montare in orbita, l'ascesa diretta e il rendezvous in orbita lunare (Lunar orbit rendezvous o LOR).
Anche se in un primo momento la NASA respinse l'idea dello scenario LOR perché considerato poco sicuro, quest'ultimo fu in seguito rivalutato e infine adottato sia per la sua semplicità, sia considerando che il suo sviluppo, richiedendo minor tempo, avrebbe permesso di centrare l'obiettivo nei tempi prestabiliti.
Il vantaggio più significativo dello scenario LOR era che non richiedeva, contrariamente all'ascesa diretta, un razzo di dimensioni tali come avrebbe dovuto essere il lanciatore Nova previsto in un primo momento.
La realizzazione della missione lunare LOR comunque richiese lo sviluppo di un lanciatore molto più potente di quelli disponibili nel 1960. La progettazione del nuovo veicolo di lancio fu assegnata al team diretto da Wernher von Braun. Il 10 gennaio 1962, la NASA annunciò la costruzione del Saturn V, all'epoca chiamato Saturn C-5. Nel 1963 fu costruito il primo motore. Dopo anni di progetti e test, il primo volo del razzo avvenne il 9 novembre 1967, con a bordo la capsula senza equipaggio Apollo 4.

## Lo sviluppo del Saturn V
Saturn V è l'ultimo razzo della famiglia di veicoli di lancio Saturn, sviluppato nel 1960 presso il Marshall Space Flight Center (MSFC).

### Da C-1 a C-4

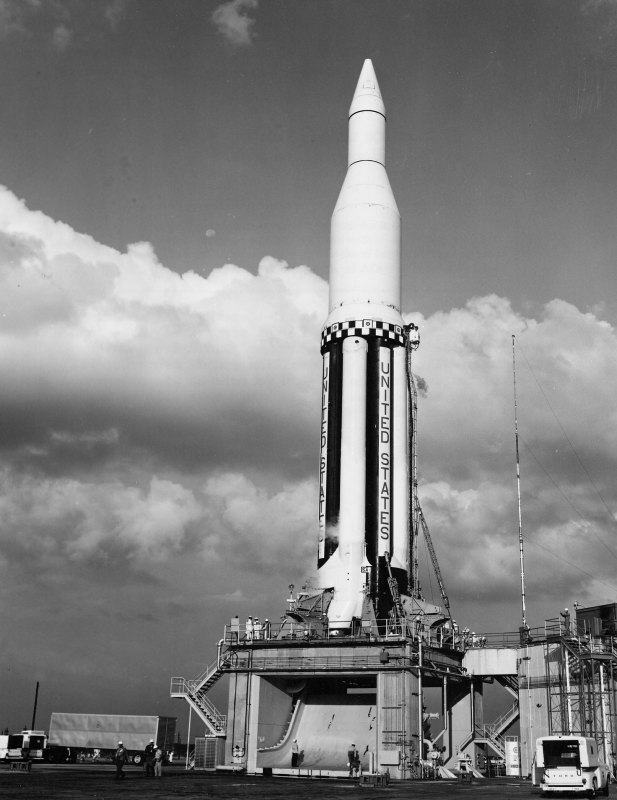
Saturn C1 pronto al lancio

Il razzo Saturn C-1 fu il primo progetto avviato dalle squadre dirette da Wernher von Braun, nell'aprile del 1957, per sviluppare veicoli di lancio per varie applicazioni sia militari che civili. Questi progetti avevano il nome di "Super Jupiter" e "Juno" prima di essere ribattezzati come "Saturn", nel febbraio 1959.
In seguito si arrivò a progettare il Saturn C-2 che fu presto abbandonato a favore del Saturn C-3 che utilizzava già due motori F-1 per il primo stadio, quattro motori J-2 per il secondo e dieci motori RL-10 per il terzo. Prima di essere fatta la scelta definitiva sullo scenario da seguire per la missione lunare, la NASA aveva previsto di utilizzare il C-3 come razzo vettore per lo scenario di rendezvous in orbita terrestre. In questo caso era previsto il lancio di quattro o cinque C-3 per realizzare un'unica missione lunare.
Ma il gruppo di sviluppo guidato da Von Braun sviluppò poco dopo il Saturn C-4 con prestazioni ancora più elevate. Esso disponeva di quattro motori F-1 per il primo stadio, un secondo stadio simile al C-3 e un unico motore J-2 per il terzo. Con il C-4 erano necessari soltanto due lanci per realizzare lo scenario di rendezvous in orbita terrestre.

### C-5
Il 10 gennaio 1962, la NASA annunciò il programma per costruire il missile C-5. Fu previsto che fosse dotato di cinque motori F-1 per il primo stadio, cinque motori J-2 per il secondo e uno per il terzo. Inizialmente, i primi quattro voli dovevano essere dei test, i primi tre in successione per testare il corretto funzionamento dei tre stadi e il quarto come missione senza equipaggio in orbita lunare.
A metà del 1962, la NASA decise di realizzare un piano di test che prevedeva tutte le prove sugli stadi in un unico volo, il che ridusse notevolmente il tempo e il numero dei razzi necessari. Ma tutto ciò dipese dal buon funzionamento dei tre stadi fin dal primo lancio.
Nel 1963, il C-5 fu ribattezzato Saturn V e vennero prodotti i motori dall'azienda Rocketdyne. L'anno seguente il motore F-1 ricevette la qualifica completa per essere utilizzato in missioni con equipaggio.
Il 9 novembre 1967 si ebbe il primo lancio di un Saturn V con a bordo la navicella spaziale priva di equipaggio Apollo 4. Il primo lancio con equipaggio si ebbe nel 1968 con la missione Apollo 8 che portò gli astronauti Frank Borman (comandante), James Lovell e William Anders per la prima volta in orbita lunare. Inizialmente questa missione doveva essere soltanto un test del modulo lunare in orbita terrestre. Essendo la realizzazione di quest'ultimo in ritardo, i vertici della NASA decisero di cambiare i piani.

## Tecnologia

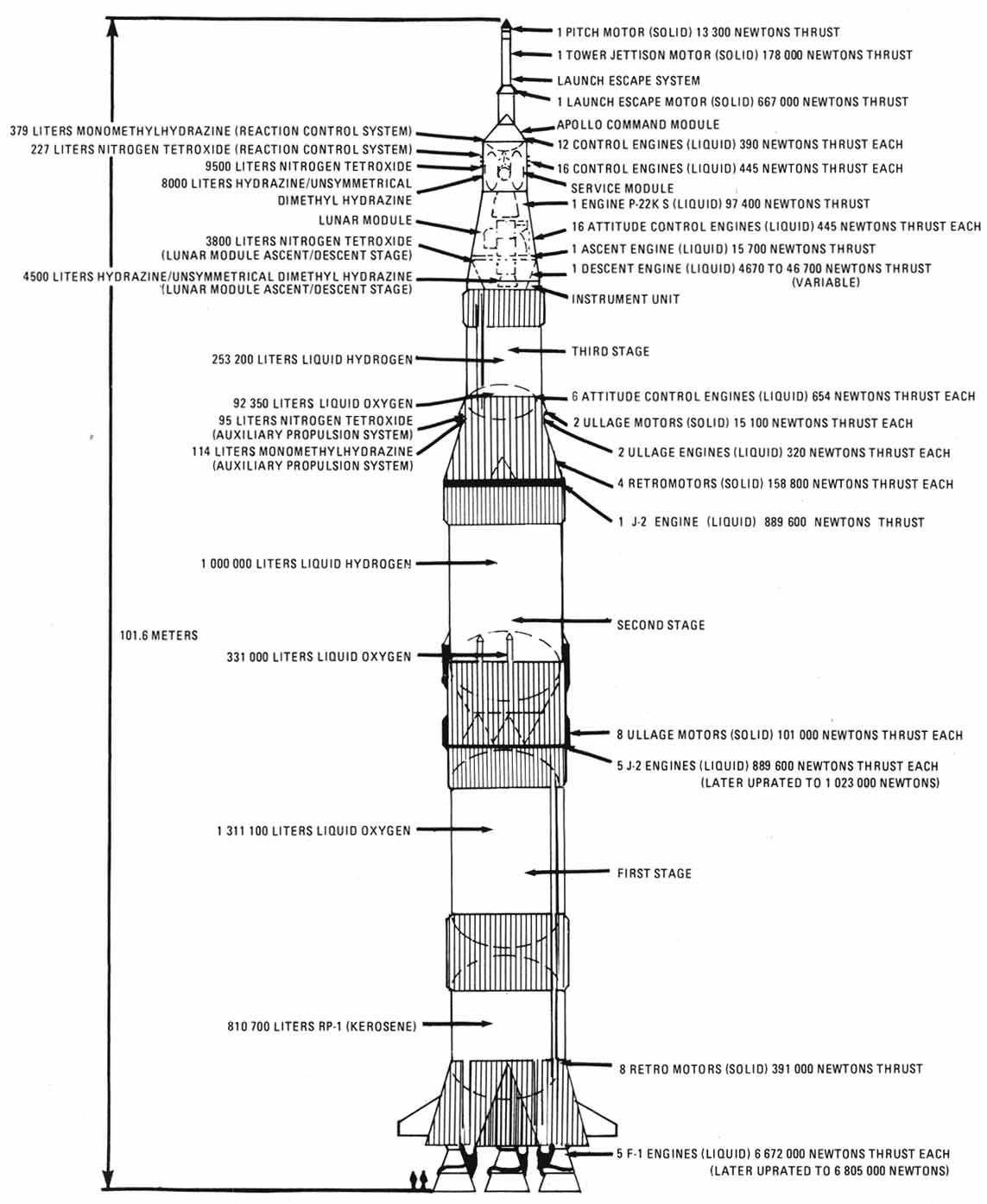
Schema del Saturn V

Il Saturn V è senza dubbio una delle macchine più imponenti mai create dall'uomo.
Alto 110,6 m e largo 10, con una massa a vuoto di 130 t e una superiore a 3000 t a pieno carico, aveva una capacità teorica di lanciare in orbita bassa (LEO) 140 tonnellate. Il razzo Saturn V era un dispositivo colossale, per fare un raffronto di dimensioni, il Saturn V era approssimativamente alto come l'arco de La Défense a Parigi. Il suo primato di grandezza è stato battuto solo dal recente Starship, razzo della Space X.
Saturn V era stato progettato principalmente dal Marshall Space Flight Center di Huntsville in Alabama sotto la direzione di Wernher von Braun. Molti dei suoi vari componenti sono stati progettati da diversi appaltatori.
I progettisti decisero fin dall'inizio di usare al massimo la tecnologia già utilizzata per il Saturn I nel Saturn V. Così il terzo stadio S-IVB del Saturn V era basato sul primo stadio S-IV del Saturn I. Allo stesso modo, la strumentazione di bordo che controllava il volo del Saturn V possedeva caratteristiche in comune con quelle di Saturn I.
Il Saturn V è stato l'oggetto più grande mai fatto volare dall'uomo, secondo solo allo Starship di Space X, venuto quasi 50 anni dopo. Paragonabile per stazza ad una "nave volante", infatti era talmente pesante che la sua massa nel momento del decollo era pari a quella di una piccola nave da battaglia. Quando veniva lanciato dal Cape Kennedy, generava piccole scosse sismiche percepibili dai sismografi di tutto il Paese e le vibrazioni erano tali che, anche a 5 km di distanza, chi assisteva al lancio veniva scosso da queste. Per la grande quantità di carburante che aveva, veniva considerato una "bomba volante" e soltanto tre persone potevano infrangere il limite di sicurezza dei 3 km: gli astronauti. Infatti, se qualcosa fosse andato storto, chi si fosse trovato vicino avrebbe potuto subire gravi lesioni all'udito, oltre che rischiare di essere colpito dai detriti dell'esplosione.

### Stadi del razzo
Tranne che per uno dei suoi voli, il razzo Saturn V fu sempre composto in tre stadi (S-IC, S-II e S-IVB) e una zona dedicata alla strumentazione di controllo. Tutti e tre gli stadi utilizzavano l'ossigeno liquido (LOX) come ossidante. Come propellente, inoltre, il primo stadio utilizzava Cherosene (RP-1), mentre il secondo e il terzo idrogeno liquido (LH2). I tre stadi furono anche dotati di piccoli motori a combustibile solido, utilizzati per dare una spinta aggiuntiva della durata di pochi secondi al razzo per favorire la separazione degli stadi durante il lancio e garantire che i propellenti liquidi fossero sempre in fondo ai serbatoi in modo da avere un corretto funzionamento delle pompe. Gli stadi furono sviluppati da diversi appaltatori per conto della NASA.

#### Stadio S-IC

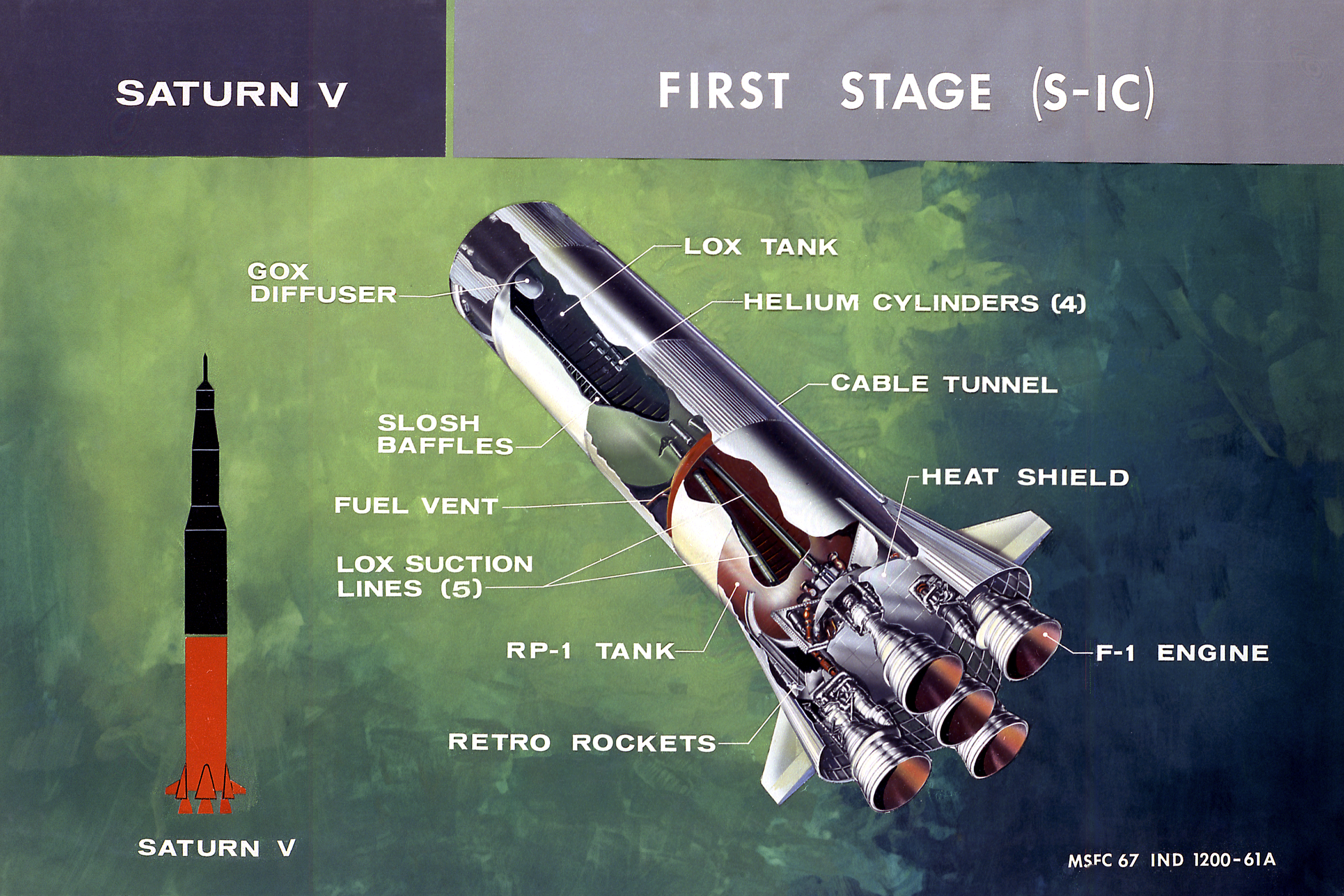
Schema dello stadio S-IC del Saturn V

Lo stadio S-IC fu costruito dalla Boeing presso il Michoud Assembly Center a New Orleans, dove venne in seguito costruito anche il serbatoio esterno dello Space Shuttle. Come per la maggior parte degli stadi dei razzi, quasi tutta la massa delle 2000 t al decollo era costituita dal propellente, in questo caso il cherosene RP-1 e l'ossigeno liquido.
Lo stadio era alto 42 metri per 10 m di diametro e forniva una spinta di 3 500 t per le prime 38  miglia di salita (61 km).
I cinque motori F-1, di cui era dotato, possedevano una dislocazione a croce. Il motore centrale era fisso, mentre i quattro più esterni erano in grado di ruotare, grazie a dei martinetti idraulici, allo scopo di guidare il razzo.

#### Stadio S-II

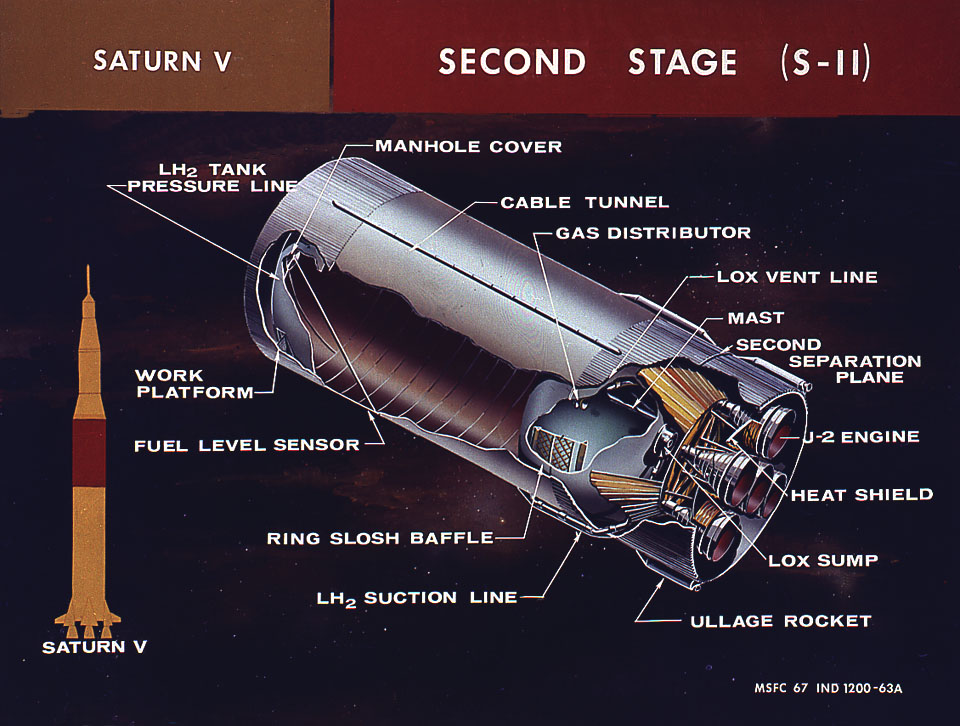
Schema dello stadio S-II del Saturn V

Lo stadio S-II era costruito dalla North American Aviation a Seal Beach, in California. Come propellente utilizzava ossigeno e idrogeno liquidi e i suoi cinque motori J-2 avevano una disposizione simile a quelli di S-IC. Il secondo stadio era utilizzato per accelerare il Saturn V attraverso gli strati superiori dell'atmosfera, grazie a 5 MN di spinta. A carico completo, il 97% del peso era dato dal propellente.
Invece di avere una struttura propria posta tra i due serbatoi di propellente, come la S-IC, S-II ne possedeva una di base comune tra il fondo del serbatoio del LOX e la parte superiore del serbatoio di LH2. La separazione era realizzata grazie a due fogli di alluminio realizzati in una struttura a nido d'ape. Essa era in grado di fornire un isolamento termico tra i due serbatoi che possedevano una differenza di temperatura di 70 °C.

#### Stadio S-IVB

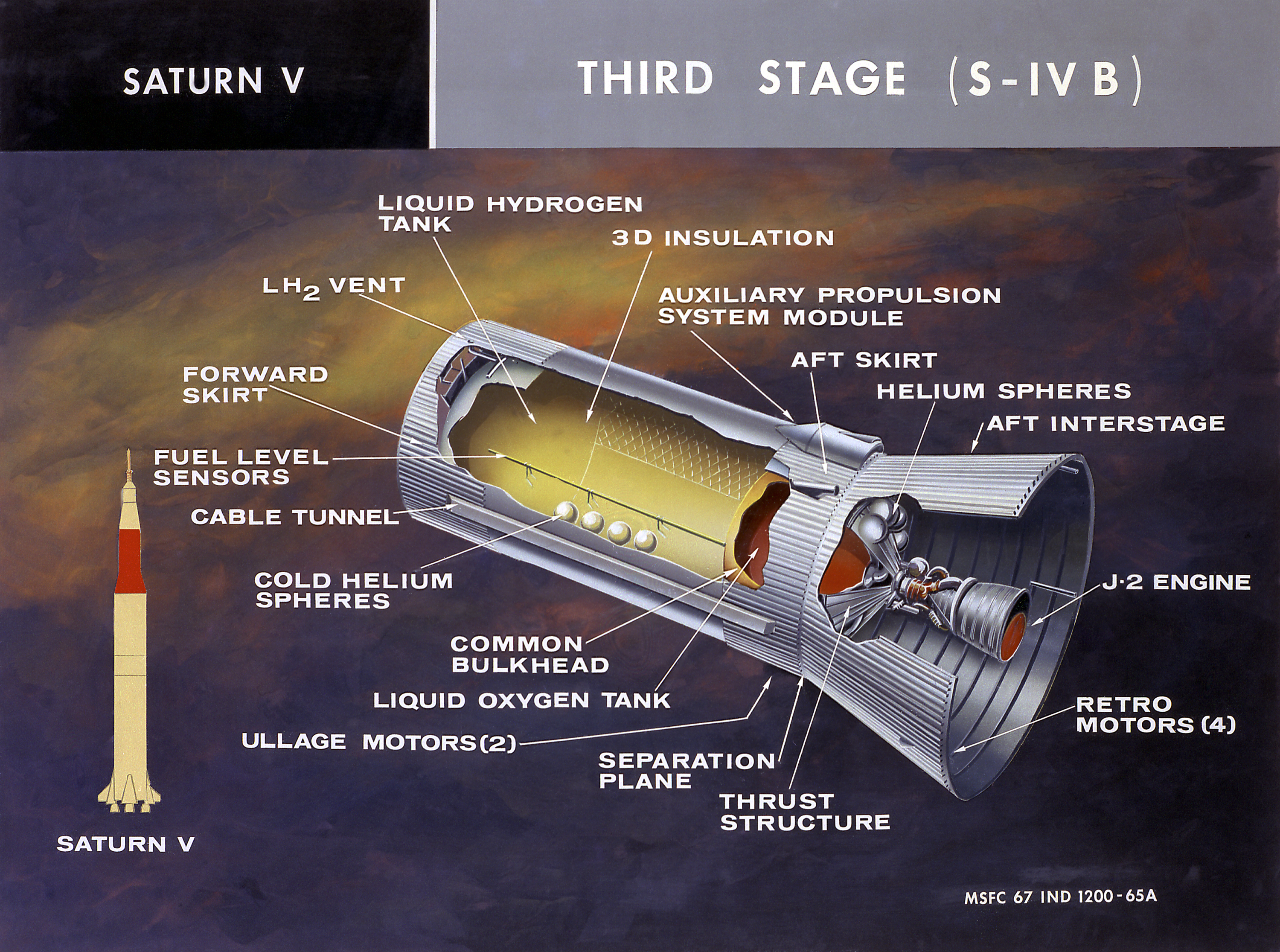
Schema dello stadio S-IVB

Lo stadio S-IVB era prodotto dalla Douglas Aircraft Company a Huntington Beach, in California. Possedeva un motore J-2 che utilizzava lo stesso propellente di S-II. L'S-IVB possedeva inoltre anche una struttura di base comune per separare i due serbatoi. Questo stadio veniva utilizzato due volte nel corso di una missione lunare, la prima volta in orbita dopo aver finito l'utilizzo del secondo stadio e poi veniva acceso una seconda volta (Trans Lunar Injection o TLI) per inserire il complesso in una traiettoria di trasferimento verso la Luna.
Due sistemi di propulsione ausiliaria a combustibili liquidi venivano utilizzati per un controllo di assetto durante il passaggio dall'orbita parcheggio alla traiettoria di inserzione lunare. I due sistemi ausiliari erano anche utilizzati per garantire un corretto posizionamento dei propellenti prima della seconda accensione.
L'S-IVB era l'unico stadio del razzo Saturn V abbastanza piccolo da essere trasportato per via aerea, in questo caso grazie al Super Guppy.

#### Strumentazione di controllo

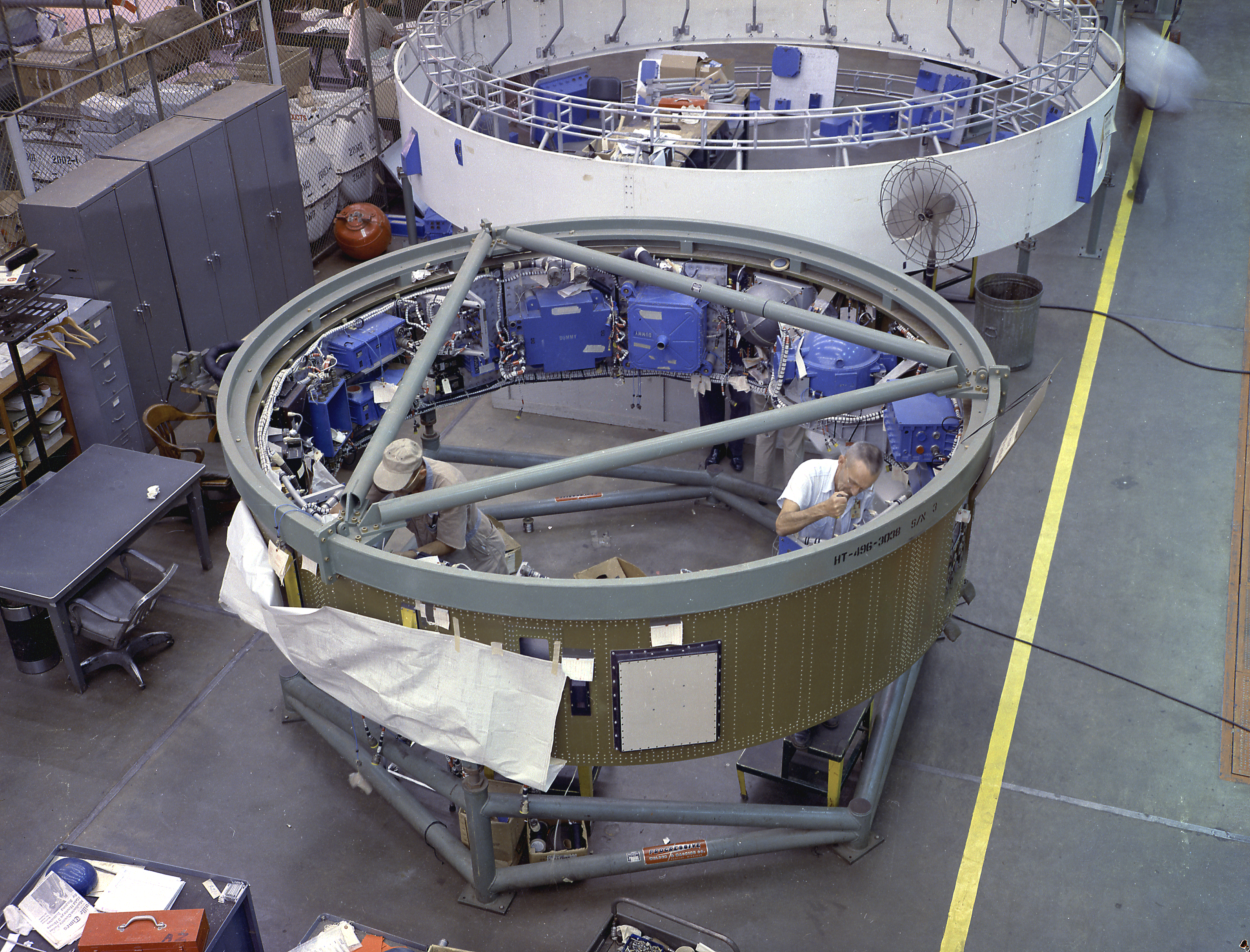
Tecnici al lavoro sulla strumentazione di controllo del Saturn V

L'apparecchiatura di controllo, prodotto dalla IBM, era posizionata al di sopra del terzo stadio, tale strumentazione veniva realizzata presso il Space System Center di Huntsville. Il computer di bordo controllava le operazioni da prima del decollo fino al termine dell'accensione del S-IVB. Qui erano inclusi tutti i sistemi di guida inerziale e di telemetria. Grazie alla misurazione dell'accelerazione e all'altitudine raggiunta dal razzo, era possibile calcolare la posizione e la velocità del razzo e approntare le corrette modifiche di traiettoria.

#### Sicurezza
Nel caso che si fosse verificato un guasto che avesse richiesto la distruzione del razzo, il pilota poteva inviare un segnale per far esplodere le cariche di esplosivo collocate al di fuori del razzo stesso. Ciò avrebbe creato delle rotture nei serbatoi di propellente per consentire al combustibile di disperdersi rapidamente. In questo caso l'equipaggio avrebbe potuto abbandonare il lanciatore grazie al Launch Escape System e portarsi a distanza di sicurezza per poi effettuare un ammaraggio di emergenza. Dopo aver espulso la torre di salvataggio, le cariche venivano comunque disinnescate.

## Confronti con altri razzi

### Il vettore sovietico N1

Confronto tra Saturn V e N1

Il rivale sovietico del Saturn V (1963 1967) era il vettore N1 (1966 1977). Saturn V era più pesante e molto meno potente (34 MN contro i 46 MN del N1) ma aveva un carico utile maggiore del razzo sovietico, grazie all'utilizzo dell'idrogeno, più efficiente del cherosene negli stadi superiori.
Inoltre, N1 non riuscì mai a compiere la separazione del primo stadio con successo. La decisione di utilizzare cinque motori molto potenti per il primo e per il secondo stadio del Saturn V rese la configurazione molto più affidabile di quella formata dai 30 piccoli motori del N-1. Questa scelta di architettura fu imposta dal progettista Sergei Korolev in quanto non erano disponibili motori singoli con prestazioni sufficienti e si rifiutò di prendere in considerazione l'utilizzo di propellenti ipergolici più potenti ma estremamente tossici. A dimostrare la sua affidabilità, Saturn V era addirittura in grado di recuperare la perdita di un motore sia nel primo che nel secondo stadio. Questa circostanza si verificò in effetti nelle prime fasi del volo di Apollo 13, quando a causa di oscillazioni pogo il motore centrale del secondo stadio andò in avaria; il problema fu immediatamente risolto aumentando la spinta degli altri propulsori.
Dei quattro lanci di prova effettuati dal N1, tutti si conclusero in un fallimento catastrofico durante la prima fase del lancio e questo portò all'abbandono del programma da parte dei sovietici.

### Il razzo sovietico Energia
Nel 1976, l'Unione Sovietica avviò lo sviluppo del razzo Energia, un lanciatore pesante pensato in particolare per le navette Buran. Aveva la capacità di portare circa 100 tonnellate in un'orbita terrestre bassa (LEO), 20 in orbita di trasferimento geostazionaria e 10 in orbita lunare. Erano previsti inoltre dei potenziamenti in modo da portare carichi maggiori, paragonabili o superiori a quelli del Saturn V, tuttavia la produzione del razzo è cessata nel 1989, due anni prima della dissoluzione dell'Unione Sovietica, con la cessazione del progetto.

### Lo Space Shuttle Statunitense

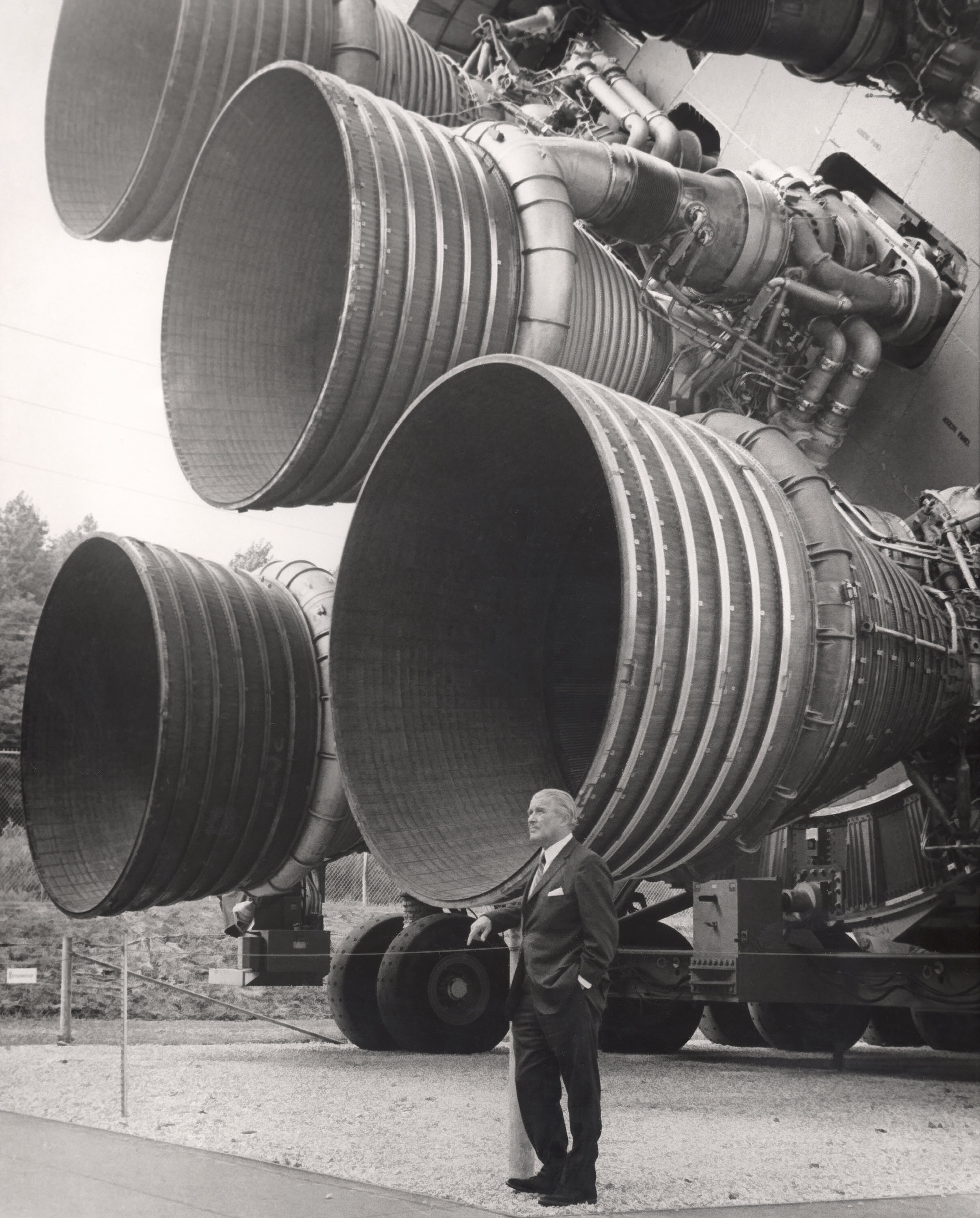
I motori F-1 e il loro progettista Wernher von Braun

Lo Space Shuttle genera una spinta massima di 34,5 MegaNewton al decollo e può teoricamente inserire in orbita bassa 29 tonnellate di carico utile (escludendo nel conto la massa della stessa navetta), circa un quarto del Saturn V. Se s'include la massa della navetta, il carico utile ammonta a 112 tonnellate. Un confronto sarebbe equivalente alla massa totale orbitale del terzo stadio S-IVB, che era di 140 976 kg per la missione Apollo 15.

### Starship
Il solo veicolo spaziale in sviluppo che attualmente ha dimostrato di poter superare i limiti del Saturn V è costituito da Starship, un veicolo spaziale completamente riutilizzabile prodotto da SpaceX.
Esso è costituito da due stadi: il primo chiamato SuperHeavy capace di generare 74,5 MN di spinta grazie ai suoi 33 motori Raptor alimentati da Metano e Ossigeno liquidi, e il secondo, Starship, navetta contenente il carico utile, dotata di 6 motori Raptor (di cui 3 ottimizzati per il vuoto), che generano un spinta di 14,7 MN.
La capacità di carico in LEO di Starship è di 150 tonnellate.
Starship ha già effettuato 2 voli di test, raggiungendo una altitudine di 150km e dimostrando di raggiungere e superare fasi delicate quali la massima pressione dinamica e la separazione dei due stadi.

### Il razzo europeo Ariane 5
Un altro confronto possibile è con il razzo Ariane 5 (sviluppato dall'Agenzia spaziale europea), capace di inviare circa 10 tonnellate in orbita di trasferimento geostazionaria e 20 tonnellate in orbita bassa.

### Altri razzi statunitensi
Il razzo statunitense Delta IV Heavy è in grado di inserire 13,1 tonnellate in orbita di trasferimento geostazionaria (GTO). Infine, il razzo Atlas V in grado di inviare 25 tonnellate in orbita bassa e 13,6 tonnellate in orbita GTO.
Il Titan IV (in operazione fino al 2005), generava una spinta approssimativa di 17 MN e aveva la capacità di trasportare 21700 kg in orbita bassa e 5800 kg in orbita geostazionaria di trasferimento.
Attualmente il Falcon Heavy, progettato e costruito dalla Space Exploration Technologies (SpaceX), è considerato il razzo orbitale più potente in operazione, essendo in grado di trasportare 63800 kg di carico utile in orbita terrestre bassa (LEO) o 26700 kg in orbita di trasferimento geostazionaria (GTO) grazie alla spinta di quasi 23 MN generata dai suoi 27 motori Merlin a livello del mare.

### Limiti di confronto
Nonostante sia naturale fare confronti tra le prestazioni dei vari razzi vettori, si dovrebbe tuttavia fare attenzione nella loro valutazione. I valori sono comunque teorici in quanto calcolati in base alle caratteristiche dei motori e non con dati effettivamente misurati durante il funzionamento. Inoltre, essi non risultano essere sempre costanti durante le fasi di lancio, ma dipendono fortemente dal momento e dalla quota raggiunta.

## Logistica industriale e assemblaggio

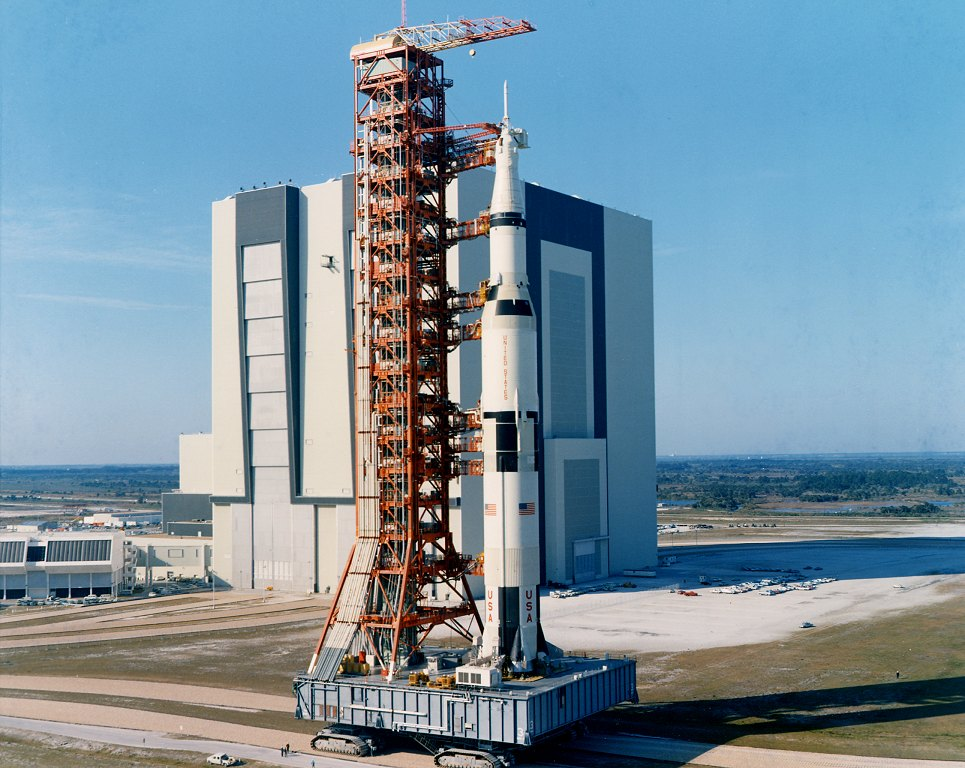
Il Saturn V della missione Apollo 10 in via di trasferimento verso la zona di lancio grazie al Crawler-transporter

Quando uno stadio veniva terminato, veniva trasportato via nave al Kennedy Space Center. I primi due erano così grandi che potevano essere trasportati unicamente per mezzo di una chiatta. Lo stadio S-IC veniva prodotto a New Orleans e discendeva lungo il fiume Mississippi fino al Golfo del Messico. Dopo aver raggiunto la Florida, attraversando l'Intracoastal Waterway, veniva infine trasportato presso l'edificio di assemblaggio (Vehicle Assembly Building o VAB). Lo stadio S-II veniva prodotto in California e viaggiava attraverso il Canale di Panama. Il 3º stadio e il settore per la strumentazione, raggiungevano il VAB grazie a aerei cargo.
Al suo arrivo presso l'edificio di assemblaggio, ogni stadio veniva testato in posizione orizzontale prima di essere messo in posizione verticale.
Il razzo assemblato veniva montato direttamente sulla sua rampa di lancio in posizione verticale, quindi l'intero complesso veniva spostato verso la zona di lancio, che distava circa 5 miglia, grazie ad un veicolo speciale realizzato per questo scopo: il Crawler-transporter, una gigantesca piattaforma, realizzata dalla Marion Power Shovel, di 2700 t montata su quattro carrelli, che è stata successivamente utilizzata anche per il trasporto dello Space Shuttle.

## Sequenza di lancio delle missioni lunari
Il Saturn V è stato il razzo che ha permesso di portare gli astronauti dell'Apollo sulla Luna. Tutti i lanci si sono svolti dal Complesso di lancio 39 presso il Kennedy Space Center. Dopo che il razzo aveva lasciato la rampa di lancio, il controllo della missione veniva trasferito al Centro Controllo Missione a Houston, Texas.
Una missione lunare tipica utilizzava il razzo per un totale di circa venti minuti. Anche se le missioni Apollo 6 e Apollo 13 hanno sperimentato un'avaria ai motori, il computer di bordo è stato in grado di compensare, lasciando i rimanenti motori accesi più a lungo e nessuno dei lanci Apollo si è concluso con una perdita di carico utile.

### Sequenza S-IC

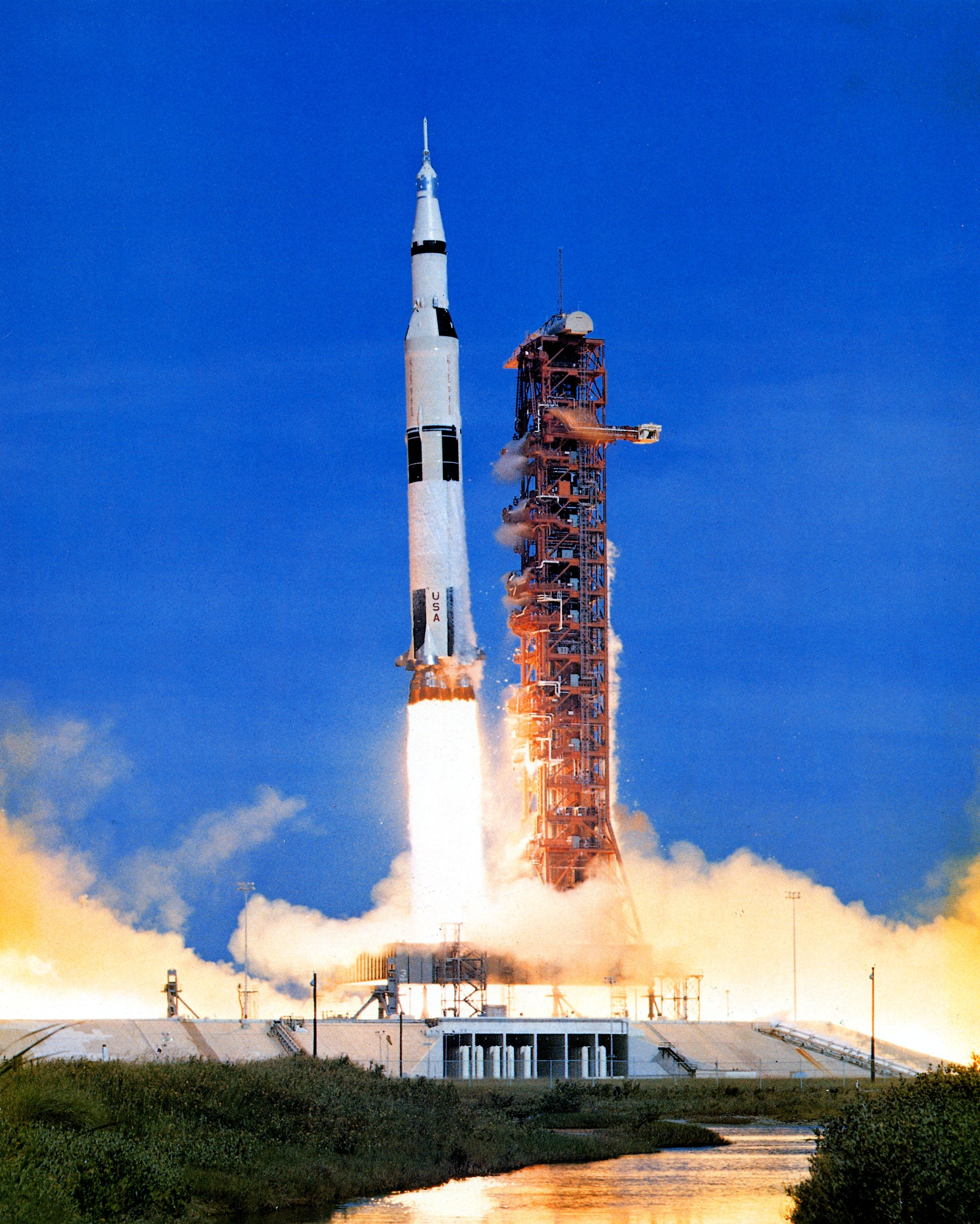
Lancio della missione Apollo 15

Il primo stadio lavora per 2 minuti e 30 secondi portando il razzo ad una altitudine di 61 km ad una velocità di 8600 km/h.
Negli 8,9 s prima del decollo, il pilota avvia la sequenza di accensione del primo stadio. Il motore centrale partiva per primo, seguito da due coppie di motori simmetrici con un ritardo di 300 ms per ridurre le forze meccaniche sulla struttura. Una volta raggiunta la massima spinta e verificata questa, leggendo le indicazioni del computer di bordo, il razzo veniva liberato dalla rampa di lancio. Questa operazione durava circa mezzo secondo, una volta che il razzo si staccava dalla rampa il lancio non poteva essere più bloccato. Per portare il razzo lontano dalla rampa di lancio ci volevano circa 12 s.
Ad un'altitudine di 130 metri il pilota iniziava, utilizzando l'apposito joystick in cabina di pilotaggio, una manovra di rollio al fine di prendere la corretta traiettoria e di mantenerla.
Il Saturn V veniva quindi accelerato, raggiungendo la velocità di 500 m/s fino ad un'altezza di 2 km, in questa fase preliminare di volo era comunque più importante raggiungere la prevista quota; raggiungere la velocità prevista era lo scopo delle fasi successive.
Dopo circa 80 secondi, il razzo raggiungeva il punto di massima pressione dinamica (max q). La pressione dinamica su un razzo è proporzionale alla densità dell'aria intorno alla punta e al quadrato della velocità. Mentre la velocità del razzo aumentava con l'altitudine, la densità dell'aria diminuiva.
A 135,5 secondi, il motore centrale veniva spento per ridurre l'accelerazione e non superare i vincoli strutturali del razzo. Questo era realizzato facendo terminare il carburante nel motore, dato che la spinta del motore F-1 non era controllabile. 600 ms dopo che il motore veniva spento, il primo stadio veniva sganciato e abbandonato grazie all'aiuto di otto piccoli motori a propellente solido. Poco prima di essere sganciato, l'equipaggio sperimentava l'accelerazione più forte, pari a 4 g (39 m/s²). Questo avveniva ad un'altitudine di circa 62 km.
Dopo la separazione, il primo stadio continuava la sua traiettoria ad un'altitudine di 110 km. Infatti, il motore periferico continuava a funzionare fino a quando i sensori del sistema di pompaggio non misuravano l'esaurimento di uno dei due propellenti. In seguito il primo stadio cadeva nell'Oceano Atlantico a circa 560 km dalla rampa di lancio.

### Sequenza S-II

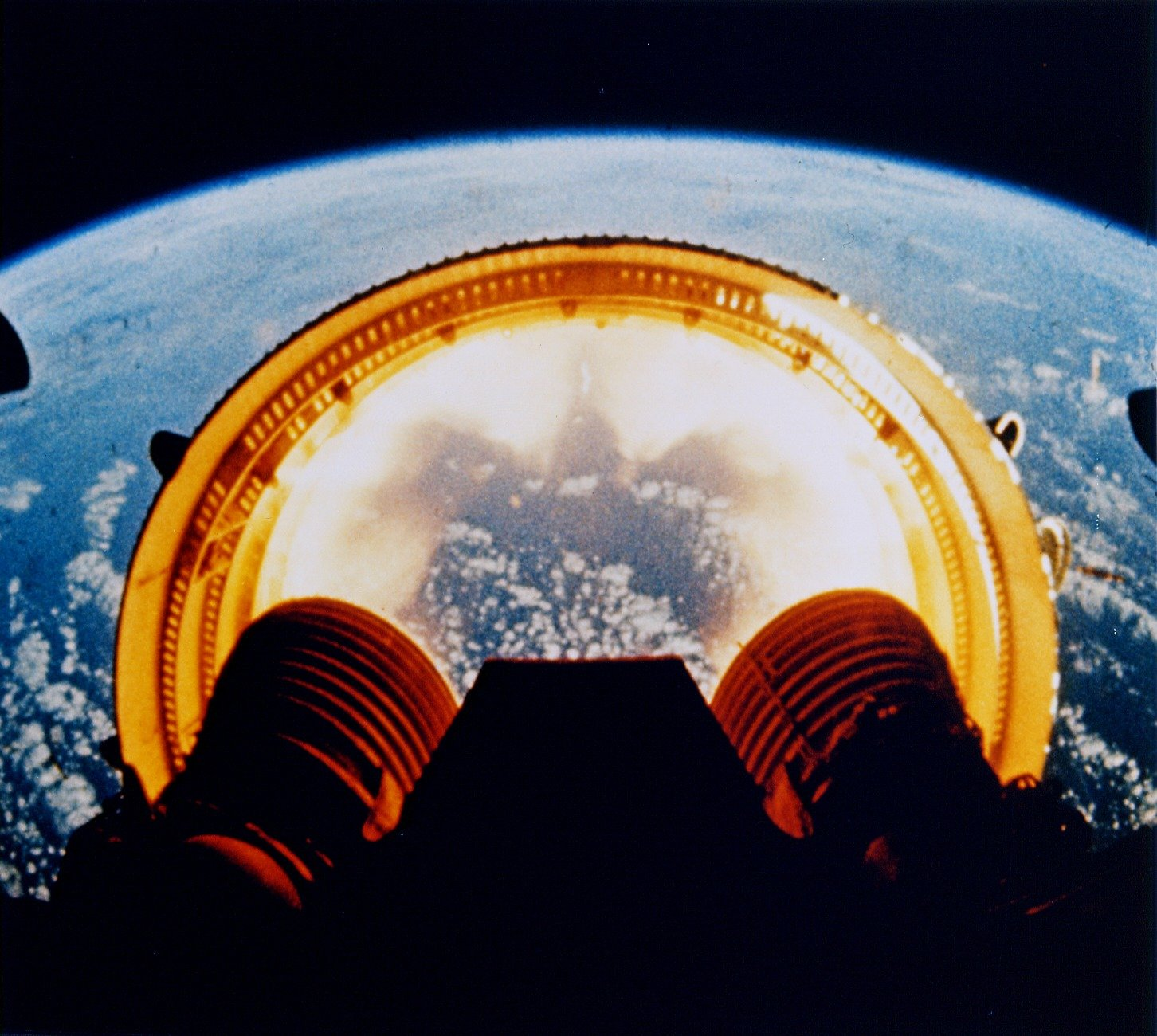
Separazione di un interstadio (Apollo 6)

Dopo la sequenza S-IC del primo stadio, avveniva la fase S-II della durata di 6 minuti in cui il razzo veniva portato ad un'altitudine di 185 km e ad una velocità di 24600 km/h, un valore vicino alla velocità orbitale.
La seconda fase prevedeva una procedura di accensione eseguita per due volte che variava a seconda dei diversi lanci del Saturn V. Per le prime due missioni del razzo, avvenute senza equipaggio, prevedevano un'accensione degli otto motori di controllo per 4 secondi al fine di preparare l'accensione dei cinque motori J-2 principali. Per le prime sette missioni con equipaggio, soltanto quattro motori di controllo vennero accesi ed infine per le ultime quattro missioni, i motori non utilizzati vennero rimossi.
Circa 38 secondi dopo l'accensione del secondo stadio, il pilota eseguiva una sequenza di istruzioni per effettuare un controllo sull'assetto e sulla traiettoria del complesso. Se il computer di bordo rilevava che il razzo era fuori dai margini accettabili per la traiettoria, l'equipaggio poteva scegliere di annullare la missione o prendere manualmente il controllo.
Circa 90 secondi prima della separazione del secondo stadio, il motore centrale veniva spento per ridurre le oscillazioni longitudinali, note come "effetto pogo". Un sistema per la sua riduzione era stato implementato a partire da Apollo 14, ma comunque è rimasta prassi spegnere il motore in anticipo.
Al momento della separazione, il secondo stadio veniva spento e immediatamente dopo veniva acceso il terzo stadio. Dei retrorazzi montati sul piano superiore del secondo stadio, favorivano la separazione portandolo velocemente a distanza. Il secondo stadio precipitava a circa 4 200 km dal sito di lancio.

### Sequenza S-IVB

Il terzo stadio S-IVB del Saturn V fotografato dall'Apollo 7

A differenza della separazione tra i primi due stadi, tra il secondo ed il terzo non avveniva alcuna operazione specifica per la separazione dell'interstadio, il quale rimaneva ancorato al secondo (anche se era stato costruito come componente del terzo).
Dopo 10 minuti e 30 secondi dal decollo, Saturn V si trova a 164 km di altezza e 1700 km di distanza dal sito di lancio. Poco dopo, grazie a manovre in orbita, il lanciatore veniva posto in un'orbita terrestre di 180 km. Quest'orbita non è stabile a causa dell'attrito con gli strati superiori dell'atmosfera, che avrebbe comportato una perdita di velocità. Per le missioni Apollo e Skylab realizzate in orbita terrestre, l'orbita raggiunta è stata, per questo, superiore.
Una volta raggiunta questa orbita, chiamata di "parcheggio", lo stadio S-IVB e il veicolo spaziale rimanevano attaccati e compievano due orbite e mezzo intorno alla Terra. In questo periodo gli astronauti verificavano il corretto funzionamento di tutto il sistema e preparavano la navicella per la manovra di inserzione translunare (TLI).
La manovra TLI veniva eseguita 2 ore e 30 minuti dopo il lancio e avveniva con la riaccensione del motore del terzo stadio che forniva la spinta necessaria. L'esecuzione durava circa 6 minuti e portava la navicella ad una velocità superiore ai 10 km/s, non sufficiente per sfuggire alla gravità della Terra per sicurezza: Apollo si inseriva in un'orbita ellittica molto allungata, con apogeo a 400 000 km, dove "intercettava" la Luna.
Alcune ore dopo la manovra TLI, il modulo di comando Apollo e di servizio (CSM) si separavano dal terzo stadio e dopo essere ruotato di 180 gradi andava ad agganciare il LEM rimasto nel suo adattatore del terzo stadio ed infine lo estraeva,
A questo punto la navicella Apollo con gli astronauti continuava il suo viaggio verso la Luna, mentre il terzo stadio veniva riacceso per portarlo in una traiettoria differente per evitare possibili collisioni. Nelle prime missioni, il terzo stadio veniva messo in una traiettoria che lo portava in orbita solare. A partire da Apollo 13 il terzo stadio veniva fatto schiantare sulla Luna per poi effettuare delle misurazioni dell'impatto, grazie a dei sismografi lasciati dalle precedenti missioni.

## Missioni Skylab

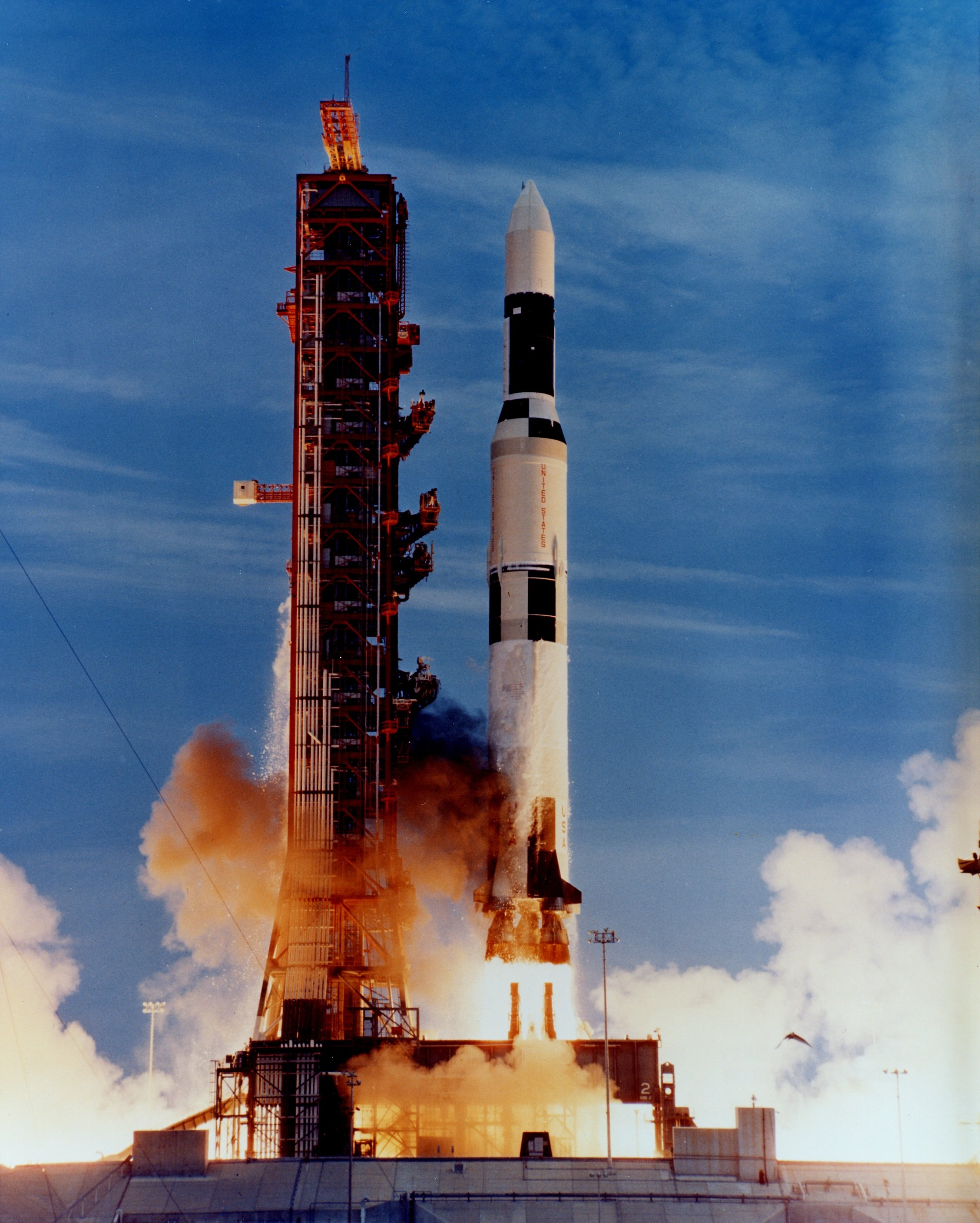
Lo Skylab viene lanciato con un Saturn V il 14 maggio 1973

Nel 1968, venne creato il "programma applicazioni Apollo" allo scopo di studiare le possibili missioni scientifiche realizzabili con l'utilizzo delle apparecchiature avanzate dal programma Apollo. La maggior parte delle intenzioni ruotava attorno all'idea di una stazione spaziale, che alla fine si concretizzò con il programma Skylab. Il lancio dello Skylab, avvenuto con l'utilizzo di un Saturn INT-21, un lanciatore a due stadi derivato da Saturn V in cui il terzo stadio era stato sostituito da un laboratorio, è stato l'unico lancio del Saturn V non direttamente legato al programma Apollo.
Tre equipaggi dello Skylab si sono alternati dal 25 maggio 1973 fino all'8 febbraio 1974. Skylab rimase comunque in orbita fino al maggio 1979. Tutti gli equipaggi raggiunsero lo Skylab con il vettore Saturn IB.

## Uso successivo dei sistemi del Saturn V
Oltre ai voli dell'Apollo verso la Luna, il Saturn V ha lanciato e messo in orbita anche la stazione spaziale Skylab. La stazione si trovava nel posto occupato solitamente dal terzo stadio del razzo, per questo motivo il Saturn che lanciò lo Skylab ebbe solamente due stadi.
La produzione della seconda serie di Saturn V, che poi è stata annullata, avrebbe certamente usato motori F-1A per il primo stadio, offrendo così una spinta superiore, Altre probabili modifiche sarebbero state il taglio delle pinne (che avevano dimostrato pochi benefici comparate al loro peso), un primo stadio S-IC più resistente per sostenere la potenza maggiore del motore F-1A e un motore J-2 migliorato agli stadi superiori.
Una serie di alternative per i veicoli di lancio Saturn, basati sul Saturn V, vennero proposte. Esse andavano dai Saturn INT-20 con uno stadio S-IVB e interstadio montati direttamente sul S-IC, il Saturn V-23, che non solo avrebbe avuto cinque motori F-1 al primo stadio, ma anche quattro booster laterali con ciascuno due motori F-1, portando il numero totale di motori F-1 a tredici al momento del lancio.

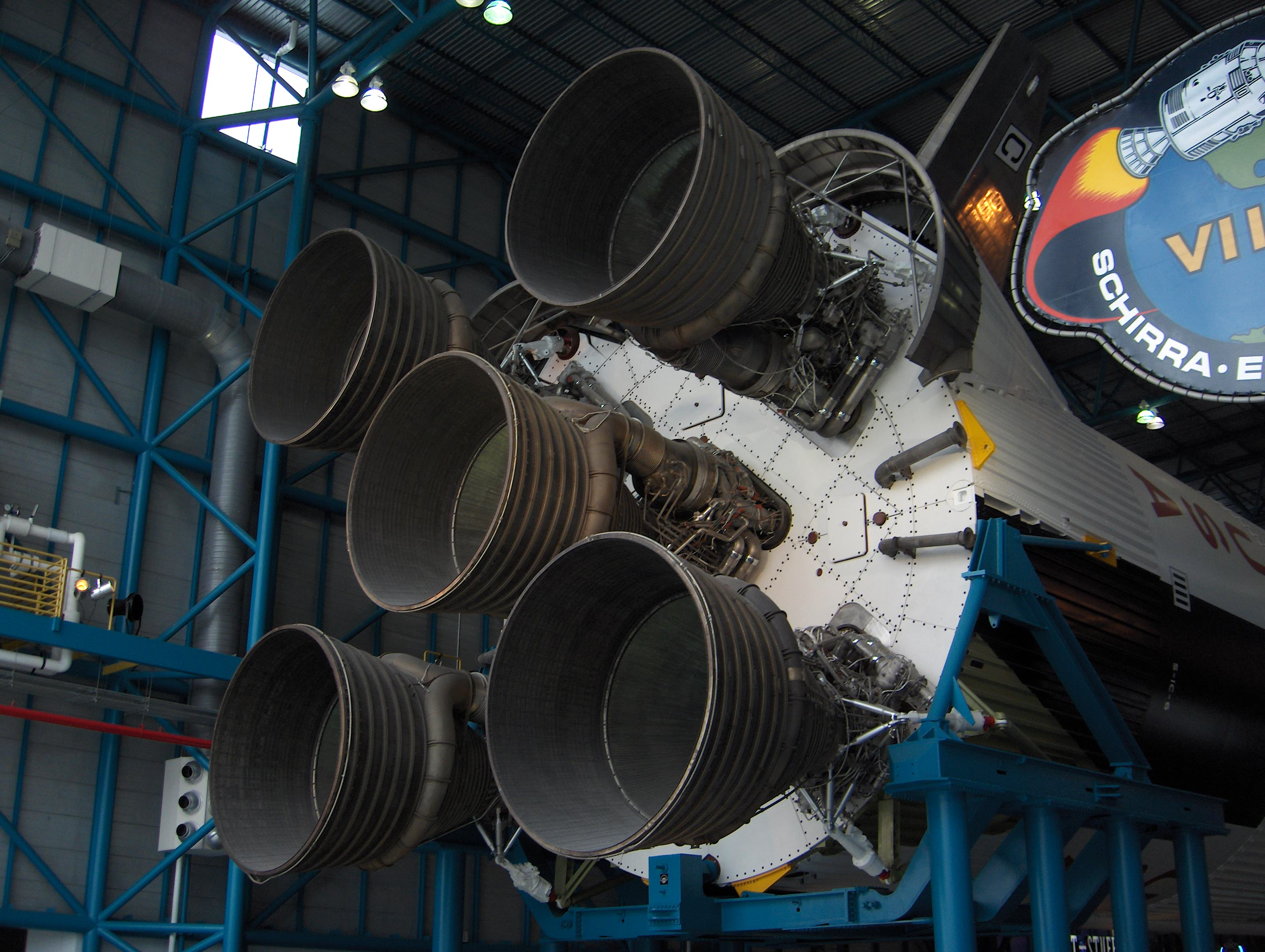
Motori del primo stadio esposti al Kennedy Space Center

Lo Space Shuttle fu inizialmente concepito per effettuare missioni in cui parte del materiale necessario sarebbe stato inviato in orbita con un Saturn V. Allo Shuttle sarebbe spettato il compito di trasportare il carico utile della missione, oltre che l'equipaggio; inoltre avrebbe dovuto assemblare una stazione spaziale, i cui componenti sarebbero stati messi in orbita dal Saturn V. Tuttavia la mancanza di fondi per una seconda generazione di Saturn bloccò questo progetto e lasciò gli Stati Uniti senza un razzo "pesante"; non esiste un vettore simile. Molti nella comunità scientifica americana hanno denunciato questo fatto, anche perché, con l'uso dei Saturn V, la Stazione spaziale internazionale si sarebbe potuta assemblare con una manciata di voli, con conseguente risparmio di tempo e denaro.
Per ovviare a questo problema, il Programma Constellation della NASA prevedeva la costruzione di diversi nuovi razzi, tra cui l'Ares V che dovrebbe essere superiore per prestazioni anche al Saturn V.
Wernher von Braun e altri ingegneri progettarono anche una versione del Saturn con otto motori F-1 nel primo stadio, che avrebbe permesso di portare una navicella con equipaggio con ascesa diretta sulla Luna. Altri progetti per il Saturn prevedevano l'uso del razzo Centaur come stadio supplementare. Queste modifiche avrebbero permesso al razzo di portare una grossa navicella spaziale senza equipaggio fino ai pianeti esterni, oppure una navicella con equipaggio fino a Marte. Inoltre, il Saturn V sarebbe stato il vettore utilizzato per i test sul razzo nucleare RIFT (successivamente chiamato NERVA). Le proposte degli USA per dei razzi più grandi del Saturn V (oltre trenta progetti), vengono individuate dal nome Nova.

## Costi
Dal 1964 al 1973, per il Saturn V, sono stati spesi un totale di 6,5 miliardi di dollari. Nel 1966 si è avuto lo sforzo finanziario annuale più alto con 1,2 miliardi di dollari. Tenendo conto dell'inflazione, ciò equivale a una somma che va dai 32 ai 45 miliardi di dollari del 2009.
Una delle ragioni principali che hanno portato alla decisione di chiudere il programma Apollo è stato proprio il suo costo. Nel 1966, la NASA ha ricevuto il più grande dei suoi budget, 4,5 miliardi di dollari, circa il 0,5% del PIL negli Stati Uniti di quell'epoca. Lo stesso anno, il Dipartimento della Difesa degli Stati Uniti aveva ricevuto 63,5 miliardi di dollari.

## Elenco dei lanci e veicoli Saturn V

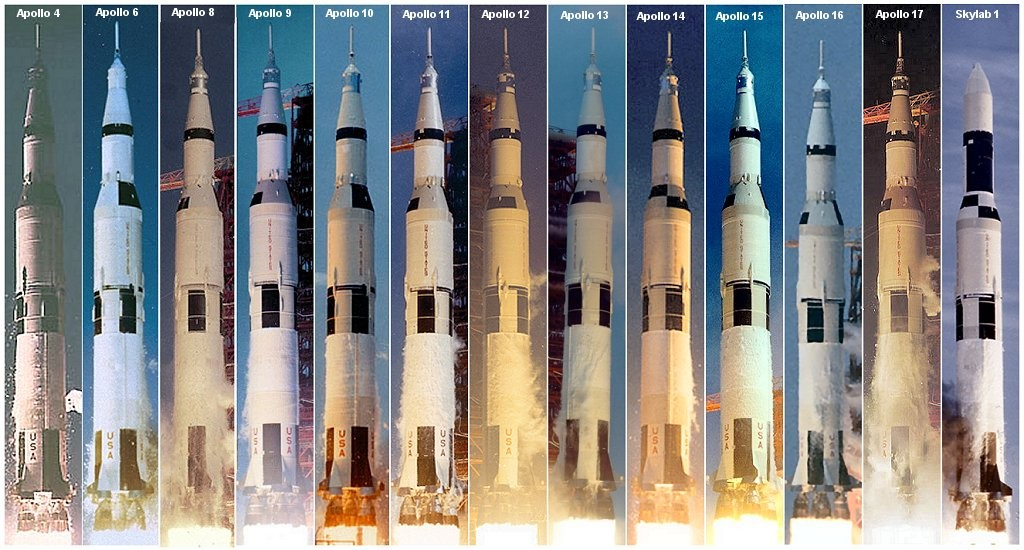
Lanci dei vari Saturno V

| Numero di serie | Missione      | Data del lancio  | Descrizione |
| --------------- | ------------- | ---------------- | --- |
| SA-501          | Apollo 4      | 9 novembre 1967  | Primo test di volo. |
| SA-502          | Apollo 6      | 4 aprile 1968    | Secondo test di volo. |
| SA-503          | Apollo 8      | 21 dicembre 1968 | Primo volo con equipaggio umano e prima orbita lunare. |
| SA-504          | Apollo 9      | 3 marzo 1969     | Orbita terrestre per collaudare il LEM. |
| SA-505          | Apollo 10     | 18 maggio 1969   | Orbita lunare e test del LEM. |
| SA-506          | Apollo 11     | 16 luglio 1969   | Primo allunaggio. |
| SA-507          | Apollo 12     | 14 novembre 1969 | Allunaggio vicino al Surveyor 3. |
| SA-508          | Apollo 13     | 11 aprile 1970   | Missione interrotta causa incidente. L'equipaggio si è salvato. |
| SA-509          | Apollo 14     | 31 gennaio 1971  | Allunaggio vicino al cratere Fra Mauro. |
| SA-510          | Apollo 15     | 26 luglio 1971   | Primo lunar rover. |
| SA-511          | Apollo 16     | 16 aprile 1972   | Allunaggio vicino al cratere Descartes |
| SA-512          | Apollo 17     | 6 dicembre 1972  | Primo e unico lancio notturno; Ultima missione Apollo sulla Luna. |
| SA-513          | Skylab 1      | 14 maggio 1973   | Versione modificata a 2 stadi per lo Skylab (Saturn INT-21). Il terzo stadio è esposto in posizione orizzontale al Johnson Space Center.                                                                              |
| SA-514          | Inutilizzato. | Inutilizzato.    | Il primo stadio è esposto al Johnson Space Center. Il secondo e il terzo al John F. Kennedy Space Center. |
| SA-515          | Inutilizzato  | Inutilizzato     | Prodotto come veicolo di lancio di scorta per lo Skylab. Il primo stadio si trova al Michoud Assembly Facility, New Orleans. Il secondo è esposto al Johnson Space Center, il terzo al National Air and Space Museum. |

## I Saturn V nel ventunesimo secolo
Nel 2011, tre Saturn V risultano esposti negli Stati Uniti, tutti in posizione orizzontale:
- Al Johnson Space Center, l'unico costituito da stadi utilizzati
- Al John F. Kennedy Space Center
- Al U.S. Space & Rocket Center di Huntsville, nell'Alabama.

Di questi tre Saturn V, solo quello esposto al Johnson Space Center è composto interamente di stadi previsti per un lancio reale. Nel 1996 si diffuse la voce che la NASA avesse perso o distrutto tutti i progetti relativi al vettore; in realtà essi sono conservati su microfilm presso il Marshall Space Flight Center.